# Institut des métiers de l'environnement et de la métrologie

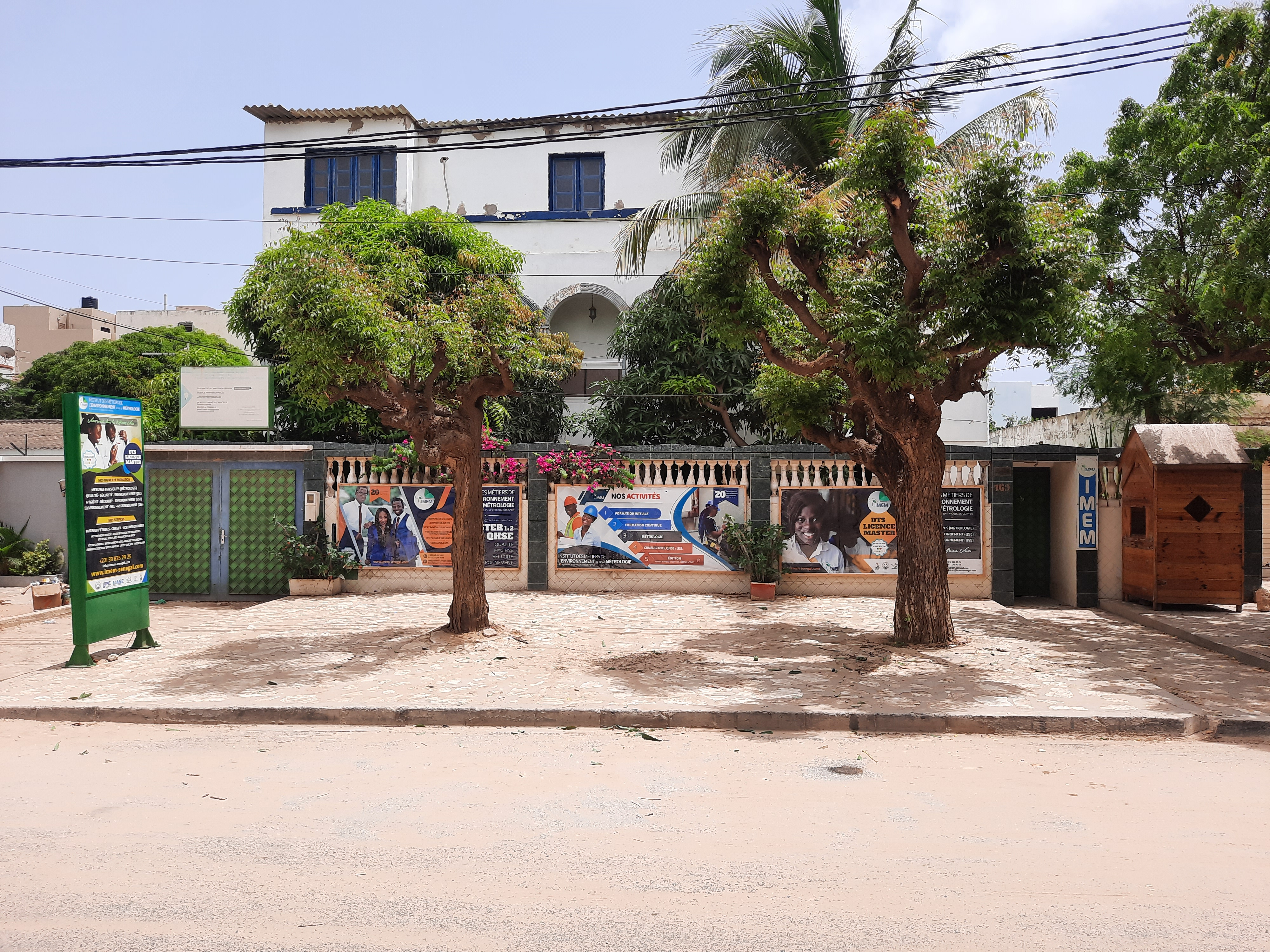

 (mars 2025).
Motif : sources ? grosse plaquette de pub : « L’étudiante et l’étudiant étant au centre de nos préoccupations »
- Archive Wikiwix
- Bing
- Cairn
- DuckDuckGo
- E. Universalis
- Gallica
- Google
- G. Books
- G. News
- G. Scholar
- Persée
- Qwant
- (zh) Baidu
- (ru) Yandex
- (wd) trouver des œuvres sur Wikidata

| 1. | Préciser le motif de la pose du bandeau. | Précisez le motif de la pose du bandeau en utilisant la syntaxe suivante : {{admissibilité à vérifier\|date=mars 2025\|motif=remplacez ce texte par le motif}}                                                                   |
| 2. | Informer les utilisateurs concernés.     | Pensez à avertir le créateur de l'article, par exemple, en insérant le code ci-dessous sur sa page de discussion : {{subst:avertissement admissibilité à vérifier\|Institut des métiers de l'environnement et de la métrologie}} |

L'Institut des Métiers de l’Environnement et de la Métrologie (en abbregé IMEM) est un établissement privé d’enseignement professionnel placé sous la tutelle du Ministère de l’Enseignement Supérieur, de la Recherche et de l’Innovation (MESRI) du Sénégal.

## Historique
Les crises cycliques que connaissent la plupart des universités de la sous-région de l’Afrique de l’ouest ne concourent pas à l’émergence de la société du savoir, véritable pilier du développement économique. C’est dans ce contexte que s’est développé IMEM, lancé en 2016, avec un statut de SARL.
IMEM est avant tout une structure de formation qui offre plusieurs filières notamment Qualité- Sécurité- Environnement (QSE), Hygiène-Sécurité-Environnement (HSE), Mesures Physiques (MP, Métrologie), Eau-Environnement-Assainissement (EEA). IMEM possede un bureau de consultance en étude d’impact environnemental et social, en accompagnement QSE, en réalisation d’études de dangers et Plan d’opération Interne (POI), une maison d'edition avec le magazine VIE. Son fondateur est Adams Tidjani

## Mission
Formation : IMEM a choisi d’axer son offre de formation sur les métiers d’avenir dans l’environnement pour optimiser l’employabilité des diplômés et participer, grâce à la recherche/action, au développement socio-économique de nos pays.
L’IMEM répond ainsi à 2 préoccupations majeures premierement former des scientifiques ‘prêts à l’emploi’ dès la fin de leurs études et anticiper et deuxiemement répondre aux défis majeurs du développement durable par des travaux de recherche (recherche sociétale) et l’usage des écotechnologies. 
IMEM offre des formations en QSE, HSE, EEA et MP.

## Recherche
A l’ère des sociétés du savoir, la recherche scientifique a, pour le développement durable des sociétés, une importance décisive mettant tous les pays, notamment en Afrique, aux défis d’adapter leurs systèmes d’enseignement au potentiel d'innovation. Dans le cadre de son activité de recherche, IMEM vise des axes de réflexion et d’action générateurs d’emplois et de revenus et s’inscrivant dans le développement durable (recyclage des déchets, économie circulaire,…)

## Service à la communauté
A travers des projets tutores, IMEM essaye de trouver des solutions durables aux problèmes auxquels sont confrontés les populations dans leur quotidien. C’est ainsi, par exemple, que nous avons aidé les ménages de notre site d’implantation à mieux gérer les ordures ménagères, nous avons enquêté sur l’impact des antennes relais (pour la téléphonie) sur la santé des populations, sur l’impact de la mise en circulation du TER (Train Régional Express) et BRT (Bus Rapid Transit) sur les émissions des gaz à effet de serre, …

## Direction générale
L’étudiante et l’étudiant étant au centre de nos préoccupations, IMEM souscrit aux valeurs suivantes qui guideront les membres de sa communauté : accessibilité, compétence du personnel, formation de qualité, ouverture sur le monde, engagement communautaire, liberté universitaire, équité, respect de l’environnement.